# Viktor Niemann
Viktor Niemann (* 22. August 1940 in Berlin) ist ein deutscher Verleger. Er leitete den Ullstein Verlag, den Carlsen Verlag sowie den Piper Verlag und war Geschäftsführer der Bonnier Media Deutschland. 

## Leben
Viktor Niemanns Familie stammt ursprünglich aus Mecklenburg, wo die Generation seiner Großeltern als Ärzte und Pfarrer wirkte. Sein Vater war Korvettenkapitän. Nach dem Abitur absolvierte Niemann eine grafische Lehre und danach eine Ausbildung zum Verlagskaufmann und -buchhändler beim Rowohlt Verlag. Heinrich Maria Ledig-Rowohlt wurde zu seinem Vorbild und Mentor. Insgesamt war Niemann 16 Jahre bei Rowohlt tätig, von 1970 bis 1978 gehörte er zur Geschäftsleitung.
1978 übernahm Niemann die Leitung von Ullstein/Propyläen. Nach der Zusammenführung des Ullstein Verlages mit dem Langen Müller Verlag 1985 verließ er das Unternehmen, da er den politischen Kurs von Herbert Fleissner nicht mittragen wollte. Er wurde Geschäftsführer und Verleger des zum schwedischen Medienunternehmen Bonnier AB gehörenden Carlsen Verlags, dessen Sitz er 1989 nach Hamburg-Ottensen verlegte.
Als 1995 Bonnier den Münchner Piper Verlag übernahm, wechselte Niemann von Carlsen zu Piper und übernahm die Sanierung des in eine Krise geratenen Verlags. Unter seiner Leitung expandierte Piper und kaufte den Malik Verlag (1996) und Kabel Verlag (1997) auf. Piper baute den Fantasie-Bereich aus und erzielte unter anderem Erfolge mit Werken von Michael Moore. Zudem verbesserte der Relaunch der Taschenbuchreihe Serie Piper 1995 die Position des Verlags auf dem Buchmarkt wesentlich. Für seine Leistungen wurde Niemann 1998 von der Fachzeitschrift Buchmarkt als Verleger des Jahres ausgezeichnet.
2003 kehrte Niemann als Geschäftsführer zur nunmehr ebenfalls zur Bonnier-Gruppe gehörenden Ullstein Buchverlage GmbH zurück und veranlasste im gleichen Jahr die Rückkehr der Münchener Dependance nach Berlin. 2004 übernahm er als Nachfolger von Lothar Menne auch die verlegerische Leitung von Ullstein. Er war außerdem Geschäftsführer der Holdinggesellschaft Bonnier Media Deutschland, in der die Anteile von Piper und Carlsen eingingen und die als Muttergesellschaft für alle Buchaktivitäten Bonniers in Deutschland agiert. Ende 2006 zog sich Niemann aus der operativen Verantwortung als Ullstein-Verleger und alleiniger Geschäftsführer der Bonnier Holding zurück, blieb aber Mitglied des Boards der deutschen Bonnier-Verlage. Sein Nachfolger als Geschäftsführer der Bonnier-Holding wurde Hartmut Jedicke, mit dem Niemann bereits bei Ullstein und Piper zusammengearbeitet hatte.